# Купеческая управа (Москва)
Купеческая управа — организация, осуществлявшая исполнительное управление купечеством в Москве. Существовала с 1863 по 1917 годы. Также купеческие управы существовали в Санкт-Петербурге и Одессе.

## История
20 марта 1862 года было утверждено «Положение об общественном управлении города Москвы», в соответствии с которым была образована Купеческая управа. Вышестоящим органом была Распорядительная дума. Работа организации началась в 1863 году. В состав управы входил старшина, его товарищ, 2 члена (эти должности были выборными, срок полномочий составлял 4 года) и 4 заседателя, выбиравшиеся Московским купеческим обществом. Все должности проходили акцептование генерал-губернатором Москвы.
Обязательным требованием к старшине управы и его товарищу при зачислении на должность было владение имуществом на сумму, превышающую 6 тысяч рублей. Делами управы распоряжалась канцелярия, поделённая на столы, в ведении каждого из которых было определённое направление: выборы, сбор пожертвований, открытие торговых домов, дела по финансам и имуществу. В штат Управы входили письмоводители (проходившие проверку в Распорядительной думе) и канцеляристов, назначаемых старшиной.
Купеческая управа заведовала коллегиальными органами — Комитетом вспомогательной кассы служащих и Советом вспомогательной кассы купеческого сословия. Помимо этого, в штат управы входили юрисконсульт, архитектор, оценщик, городовой стряпчий.
Одной из функций Купеческой управы было исполнение решений Купеческого собрания.
Важной функцией Купеческой управы было ведение купеческих списков (семейных и поимённых), фиксация принятия и исключения в купеческое сословие.
Управа занималась сбором податей с купцов. В ведении Управы были благотворительные, хозяйственные и учебные заведения, принадлежавшие купечеству. Управа обладала правом рассмотрения и решения несудебных споров между купцами и исполнения решений Купеческого собрания выборных.
Купеческая управа была упразднена после публикации декрета ВЦИК и СНК «Об уничтожении сословий и гражданских чинов», от 11 ноября (по старому стилю) 1917 года.